# Вторая битва за Критию
Вторая битва за Критию (англ. Second Battle of Krithia, тур. İkinci Kirte Muharebesi) — вторая попытка британских войск захватить деревню Критию и высоты Ачи-Баба во время Дарданелльской операции Первой мировой войны, предпринятая в период 6—8 мая 1915 года. В ходе боёв против османских войск британским войскам удалось занять небольшую территорию, однако цели операции не были достигнуты и взять Критию и высоты британским войскам не удалось.

## Боевые действия
После завершения первой битвы за Критию, британская 29-я пехотная дивизия начала укреплять свою оборону на новых позициях. 1 и 4 мая британцы отбили 2 контратаки турецких войск.
В это время на мыс Геллес высадились 2 бригады АНЗАКа, численностью 5000 человек — 2-я австралийская пехотная бригада и Новозеландская пехотная бригада. Помимо этого были высажены и дополнительные войска. Всего в атаке участвовали 25 000 британских солдат и офицеров. Турки имели на этом участке несколько пехотных полков общей численностью около 20 000 солдат и офицеров и артиллерийские батареи у Ачи-Баба.
План наступления предусматривал атаку по всему фронту, захват Критии и, в конечном итоге, захват высот Ачи-Баба. Союзное командование также практически не имело представления о системе и глубине османской обороны. Воздушная разведка не дала ожидаемых результатов, поэтому артиллерийская подготовка перед наступлением оказалась неэффективной. Командующий британскими войсками Айлмер Хантер-Вестон настаивал также на дневной атаке, поскольку считал, что наступление в тёмное время суток опасно из-за того, что войска могут запутаться на поле боя.
В 11 часов утра 6 мая союзники двинулись в атаку. После получасововой артиллерийской подготовки британцы атаковали Критию с запада и юго-запада. Французские части атаковали турок у оврага Керевез-Дере, однако сумели взять лишь несколько окопов.
А британские части атаковали передовые османские окопы и к концу первого дня боёв не дошли даже до основной линии турецкой обороны, продвинувшись всего на 200—300 м.
7 мая по настоянию командующего Средиземноморскими экспедиционными силами Яна Гамильтона (который прибыл на мыс Геллес для наблюдения за ходом боёв) наступление продолжилось, несмотря на то, что британские войска в первый день боёв понесли тяжелые потери. Турки, сдерживая яростные атаки британских войск, отошли к Критии. Атаки войск Антанты поддерживал артиллерийским огнём флот. На правом фланге атаки британцев при поддержке флота имели успех. Однако на левом фланге даже с учётом ввода новых частей, союзники не смогли добиться значительных результатов.
Атакующие войска понесли большие потери. Критическая ситуация сложилась с эвакуацией раненых. Не хватало носилок и госпитальных судов для эвакуации раненых бойцов. Медицинское обеспечение раненых находилось на низком уровне. Раненые находились в тяжелейших условиях, дожидаясь эвакуации.
После этого бои стали затихать и 8 мая операция по наступлению на Критию фактически завершилась. Войска Антанты не сумели захватить ни Критию, ни высоты Ачи-Баба. В последующие дни велись лишь позиционные бои без особых изменений ситуации, приведшие только к потерям с обеих сторон.